# B・B
『B・B』（ビービー、B.Bとも表記される）は、石渡治による日本の漫画。また、これを原作としたOVA作品。第34回（昭和63年度）小学館漫画賞少年部門受賞。
週刊少年漫画雑誌『週刊少年サンデー』（小学館）に、1985年24号から1991年9号にかけて連載された。単行本は、小学館：少年サンデーコミックスより全31巻、同ワイド版より全16巻、小学館文庫より全17巻。
B・B (Burning Blood) こと高樹翎（たかぎ りょう）と、彼の宿敵・森山仁（もりやま じん）との対決を巡る、高校ボクシング界からマフィアの世界、戦場までも舞台としたボクシング漫画。
1990年にはOVAが発売されている。なお、テニス漫画『"LOVe"』は時系列上、この作品の続編に当たる。

## ストーリー
第1部
トランペット演奏にかけては「横須賀で№1」と言われている高校生の少年、「B・B」こと高樹翎。しかしB・Bは、本当に自分が打ち込めるものを探して、鬱屈とした毎日を過ごしていた。
ある夜、暴走族との乱闘を「持ち前のパンチ力」で制していたB・Bだったが、最後に現れた森山仁に完敗してしまう。この対決をきっかけに、B・Bは森山を倒すことを目的にボクシングに目覚め、一撃必殺の「10cmの爆弾」を生み出す。
一方の森山も、B・Bの強烈な拳に魂を揺さぶられ、究極の防御法「鋼鉄の肉体」を会得した。お互いを「天敵」と認め合う関係を築きながら、2人は関東高校ボクシング大会に出場する。しかし、卑劣漢の木地本の妨害により、2人の対決は水泡と帰してしまい、激昂したB・Bは木地本を殴殺してしまい、アメリカへの逃亡を決意する。
第2部
木地本を殺害したB・Bは、貨物船に乗ってアメリカへ密入国し、マフィアから「闇ボクシングでチャンプになれば市民権を都合する」と約束され、日の当たる場所への切符を求めて戦い続ける。強敵を倒しながら「闇ボクシング界の全米制覇」にあと一歩のところまで進む。
だが、マフィアの跡目争いの代理戦争として闘うことになり、対戦相手のシェイドは、天才的な見切りで「爆弾」を一度は封じるが、B・Bはまっとうなボクシング技術でシェイドを破る。しかし、シェイドが現在のマフィアのボスの血縁であったことから、B・Bはマフィアからも命を狙われるようになる。そんなB・Bを救ったのが、闇ボクシングでトレーナーに就いていたマジシャンだった。
一方、森山は日本でプロデビューを果たし、連勝街道を驀進するかに思われたが、心が優しすぎるという欠点が明らかになる。その欠点を森山のトレーナーとなった早瀬大は克服させようと命を賭すが、森山は日本チャンピオン戦で敗北。森山は早瀬の死に目にも会うことが叶わなかった。しかし、そのことが森山の精神に新たな力となり、再起した森山は瞬く間にライト級世界統一チャンピオンへと登り詰める。
マジシャンは自身が率いる凄腕の傭兵部隊「眠れる羊たち（スリーピングシープ）」にB・Bをスカウトした。アメリカ含む西側諸国の問題解決を主任務とする「眠れる羊たち」は、CIAを始めとする政府機関やアメリカ大統領に対しても強力なパイプをもち、コネを使ってマフィアからの襲撃を止めさせると共に、傭兵部隊としてのミッションを成功させれば、アメリカ政府の手で市民権を与えることを約束される。
戦場で人を殺すことに精神を病みながらB・Bは戦い、農学博士であり穀物メジャー「ガーギル」の会長エドガー・H・ガーギルの救出に成功したことで、ブライアン・バクスター（B・B）・ガーギルの名を得て、表舞台に帰ってくる。
第3部
B・Bはジュニアライト級での世界統一チャンピオンを目指すが、戦場で受けた破片が首の後ろに残っており神経を圧迫、衝撃を受けると死に至るという「時限爆弾」を抱えていることが判明する。
IBF世界ジュニアライト級チャンピオン戦で、錯乱した前チャンピオンのカルロス・ドミンゴが拳銃を乱射。これを阻止するためにB.Bが「10cmの爆弾」を用いて殺害。この模様が全世界に中継されていたため、WBA、IBF、WBCは、B.Bの「10cmの爆弾」の使用禁止を決定する。
「10cmの爆弾」が禁じられた状態で、WBC世界ジュニアライト級チャンピオンイワン・ゴドロフと熱戦を繰り広げるが、これまで培ってきた戦術と必殺技を使うことが出来ないB.Bは苦戦を強いられ、ついにB・Bが敗れてしまう。
B・Bと森山は、「10cmの爆弾」使用可の試合を行うためだけに、独自のボクシング協会を設立。全世界を巻き込んだ一大プロジェクト「MATSURI」を開催。横浜に造られた野外リングで、2人は最後の戦いを繰り広げる。
2人の戦いは世界中に設置されたモニターだけでなく、テレビやラジオといったあらゆる公共電波で伝えられ、それを視聴した人々の心に熱い、とても熱い「何か」をもたらした。

## 登場人物

### 主要人物
高樹 翎（たかぎ りょう）
主人公。
通称 “B.B（ビービー）”。B.Bとは「Burning Blood」の略で、横須賀のドブ板通りで数人の米兵相手に暴れる彼を見た米兵が「His blood is burning(奴の血は燃えている)」と呟いたことから。トランペットが得意で、“帝王”すらも唸らせる。後にボクシングに目覚め、乙戸から “Best Boxer (B.B)” となるべく指導を受ける。必殺技は超ショートレンジから繰り出される“10cmの爆弾”。その他にも「虎」、傭兵としては「雷神（エミタイ）」との異名を持つ。
不本意ながら殺人を犯し、米国へ逃亡。その後は地下ボクシング、傭兵などを経て市民権と戸籍を手に入れ、米国人「ブライアン・バクスター（B.B）・ガーギル」として表舞台に復帰、森山との決戦に向かう。
その激情ゆえに拳を血に染めることも多く、タイトルマッチ会場で乱射事件を起こしたカルロスを止めるために殺害。その瞬間が世界中に中継されてしまったことから「鉄拳の悪魔」という異名をもつこととなる。傭兵時代に爆弾の破片が首に刺さって除去不能となり、後々B.Bを苦しめることになる。
小雪との間に愛（あい）という一人娘が産まれ、彼女は後の作品 ("LOVe") の主人公となる。
森山 仁（もりやま じん）
B.Bのライバルにして天敵と言える人物。森山家の養子。所属する高校のボクシング部へは有名ジムからスカウトが殺到し、また、東京大学へ現役合格するなど文武両道。B.Bに対抗すべく“鋼鉄の肉体” を会得する。中学時代、1人の女性・小夜子を庇って暴力事件を起こしてからボクシングを離れ、無為な生活を送っていたが、B.Bとの出会いを切っ掛けにボクシングを再開する。
B.Bとは最初は衝突し合ったが、お互いの宿命を認識することで、意識し、尊重していく。B.Bが起こした事件においては自首を勧めるも、ついには彼を見送る。この二人の再対決が本作品の大きな軸である。父親はB.Bの父親との因縁を持つ。
父の死による挫折を乗り越えた後は、瞬く間にWBA、WBC、IBFを制覇しライト級統一チャンピオンとなる。レフェリーやスロービデオですら視認出来ないほどのパンチのスピードと鋼鉄の肉体による実力から「闘神」「神の拳を持つ男」と呼ばれるほか、華僑の大物大婆（ターボォ）からは「狼（ラウ）」と呼称されている。
『"LOVe"』では、ボクシングを引退し日本有数の大企業の社長に就任しており、B.Bと愛の行く末を見守っている。
松原 小雪（まつばら こゆき）
B.Bの高校時代の同級生にして恋人であり、妻となる女性。後に愛を出産。身重の体でB.Bを追って米国まで駆けつけるほどの行動力と芯の強さを持つ。B.Bの帰国直前に交通事故に遭い後述の愛を遺し死亡するが、その魂は霊となって2人を見守っている。
高樹 愛（たかぎ あい）
B.Bと小雪の間に産まれた一人娘。自分の父とは知らないまま彼の大ファンとなり、B.Bの精神的支柱になり、勇気を与える。「MATSURI」における戦いの最中にB.Bを「パパ」と呼ぶ。本作の続編『"LOVe"』の主人公でもある。

### 第1部
加藤 稔（かとう みのる）
通称“ソーリー”。ソーリーの所以は不明で、本名で呼ばれることは少ない。当初はバスケット部に所属し、ボクシング同好会設立時に移籍したが、B.Bとの素質の差を痛感し、カメラマンの道を歩む。実家は映画館を経営している。
若林 浩一（わかばやし こういち）
通称“ワカ”。暴走族「道化師」のリーダーだったが、当時「狐火」に属していた森山1人に数十人の部下もろとも敗北。更生してバンドを結成、B.Bを招き入れるが、B.Bはボクシングを選びバンドから脱退。実は米軍人のデビッド少佐と組んで麻薬の密輸取引にも噛んでいたためB.Bと国外逃亡を図るが、共犯者であった少佐の手引きで嵐の中で船から放り出される。第2部では通りかかったフィリピンの漁船（に偽装した密輸船）に拾われて助かったことが明らかとなり、その組織内で頭角を現す。少佐に復讐を遂げ、ベアードの前にも現れるが、B.Bの消息を知る。「眠れる羊たち」の作戦で受けた損害の責任を押し付けられた結果、フィリピンからも逃亡することになるが、第3部において中東と思われる某国で新たな組織を立ち上げている。「MATSURI」の際には招待を受けるが、自力でチケットを手配していた。
乙戸 誠（おとべ まこと）
B.B達が通う高校の体育教師。通称“オットセイ”。生徒から嫌われる陰湿な教師と思われたが、大学時代はボクシングの大会で優勝経験もある。B.Bの素質を見抜き、ボクシングの基礎と「10cmの爆弾」を叩き込む。B.Bが起こした殺人事件による罪の意識から逃れるように沖縄の高校へ転勤。第3部では、数年後に訪れた中野の頼みを受け入れ、封印していた「10cmの爆弾」を彼にも伝授する。
高樹 源太郎（たかぎ げんたろう）
B.Bの父親。かつてはヤクザで背中には鷹をあしらった刺青があるが、現在はとび職をしている。張り手のスピードが尋常では無く、若き日の早瀬からは間違いなく世界チャンプになれると言われていた。B.Bはこの張り手を幼いころから見ていたことで、知らぬ内に動体視力を鍛えられていた。
デビッド・J・エドワーズ
横浜基地に務めるアメリカ軍少佐。ワカと組んで麻薬の密輸取引をしている性悪な人物。B.Bとワカの国外逃亡を手引きしたが、裏では始末するよう手配した。第2部ではフィリピンの米軍基地に赴任しており、生きていたワカの復讐に遭い殺される。
マイルス・ジョーンズ
“帝王”の異名を持つ世界的なジャズトランペッター。幼馴染だった少佐の紹介でB.Bと出会う。「MATSURI」では美香と共にオープニングセレモニーを務めた。
マロイ
横須賀基地に務めるアメリカ軍伍長。アマチュアボクシングの元アイダホ州チャンピオン（日本でいう全国チャンプ）。巨体にそぐわぬフットワークから「大鹿マロイ」の異名を持つ。米軍基地でB.Bと半ば喧嘩のようなスパーリングを行い敗北、その後はB.Bのスパーリングパートナーとなる。だが、防具の上からとはいえ“爆弾”を喰らい過ぎたのか内蔵損傷で入院することになる。
第2部ではフィリピンの米軍基地に赴任しており、傭兵部隊の一員としてのB.Bと再会する。軍内で上官に当たる女性・ジェニー（曹長）と結婚、一児を得る。そして友であるB.Bの闘いを見届けるべく「MATSURI」へ送り出された。
スー
本名不明の少女で、ソーリーの恋人。「狐火」の男からソーリーに乗り換えた。ソーリーとともに「狐火」に拉致され、彼の目の前で輪姦される。「MATSURI」の後、ソーリーと結婚。
小夜子（さよこ）
名字は不明な女性。森山の恋人。どれほどの高みに上っても森山が帰りつく唯一の女性である。
大道法仁（だいどうほうじん）
足柄山巌林寺の住職。武道家でもあり、巌林寺拳法の師範。森山に「鋼鉄の肉体」のヒントを与えた。『"LOVe"』では、“仙人”を名乗る彼の弟が登場している。
中野 泰明（なかの やすあき）
通称“武道館”。軽いフットワークと「槍」と称されるストレートが得意。高校での試合ではB.Bを追い詰めるも、力およばず。第3部では、乙戸を訪ね「10cmの爆弾」をマスター、さらに鋼鉄の肉体（森山とは異なり、こちらはいわゆる剛の肉体）を手に入れる。ジュニアウェルター級の東洋太平洋チャンピオンとなるも、B.Bとの再戦のためにジュニアライト級まで減量。IBFチャンピオンだったカルロス・ドミンゴを破り同級の世界チャンプになったが、B.Bとの試合では「爆弾」を封じられ2RKOされた。敗戦直後、精神に異常をきたしていたカルロスに撃たれ重傷を負い、命は取り留めるものの、ボクシングはできない身体となったため引退する。
素顔はかわいい瞳をしており、それがコンプレックスなのかサングラスを取りたがらない（本気になると流石に人相は変わる）。
木地本 研太郎（きじもと けんたろう）
IHを楽々と制したチャンピオンで、パンチの速さは「閃光の拳を持つ男」と呼ばれるほど。だが、品性は下劣で女癖が悪く複数の女性と肉体関係を持ち、会う度に金をせびっている。ボクシングにしても勝つためには手段を選ばず、卑劣な策を繰り返す。美香を利用した森山への脅迫行為（実際には状況証拠を使ったハッタリ）によって対戦が不成立となったことに激高したB.Bにより撲殺され、この事件はB.Bの人生は大きく変える。
事件の際、先に手を出したのは木地本で、さらに凶器である鋏を持ってB.Bを攻撃している。B.Bが逃亡せずに裁判を受けていれば正当防衛で無罪、もしくは過剰防衛で減刑となっていた可能性が劇中で指摘されている。
木地本の死後、彼の母親（ある意味息子以上の悪女）から訴訟を起こされたことで高樹家は賠償金支払いのために実家を手放すこととなった。なお、民事訴訟の賠償金は義務ではないので支払い能力を越えていれば全額払う必要はない。
森山美香
森山の妹（異父兄妹）。第3部にアイドル歌手として人気を博しており、「MATSURI」のオープニングセレモニーを務めた。歌手としての力量は帝王マイルスにも認められている。
トランペッター時代のB.Bのファン。意図せぬまま兄の仁を介してB.Bの木地本殺しに関与していたため、自分がB.Bの人生を狂わせたのではないかと悔やむ。
森山の父
森山の義父で、実業家。温厚な人物で、血の繋がりのない仁にも分け隔てなく接し、仁もまた多大な感謝の念を抱いていた。
仁に自分の会社を継がせようと思っていたが、ボクシングへの想いを仁から聞いた後は自分の道を行く様に勧めた。
森山の母
仁の実母。前夫の早瀬と離婚後は内職をして暮らしていたが、現在の夫と知り合い再婚した。
家庭を顧みなかった早瀬を今でも許してはいない模様。

### 第2部
ベアード
B.Bとワカが乗った船の船員。命令によりB.B達を殺そうとするが、B.Bが船員すべてを倒したことで、船長から和解を求められる。B.Bとは和解し、暫く行動を共にする。フィリピンで生きていたワカに狙われるが、B.Bの消息を話したことで助かる。「MATSURI」の際には航海中の船に迎えが来て日本に向かう。
本人曰く、世界中に妻がいるらしいが、一番ゾッコンなのは娼館を取り仕切る女将さん。
シンディ
ベアードが紹介した店に住む娘。B.Bのことがお気に入りだが、自分では小雪に敵わないことを自覚していた。
サンシャイン
B.Bを地下ボクシングに紹介した巨漢。「MATSURI」で日本に向かう際には、コング共々普通の旅客機には乗れず、ボスのガッソも含めて軍用の輸送機に乗ることになる。
ガッソ
地下ボクシングでのB.Bのプロモーター。ラモッタとマフィアのナンバー2の座を争っている。B.Bの力でナンバー1であるドン・ガレントの後継者となるも、ドン・ガレントの孫であるシェイドを闇ボクシングの試合で打ちのめしたB.Bに抹殺指示を出す。ナンバー2の座を争っていた相手のラモッタ派との共通の敵としてB.Bを位置づけることで自分への支持を高めるという目的もある。後に、アメリカ大統領からの直接の電話によりB.Bの抹殺を中止させた後は、B.Bを応援する。
ラモッタ
ガッソと対立するマフィアの幹部。跡目争いを掛けた試合におけるシェイドの敗北から実力行使に出てガッソ陣営を亡き者にしようとするも、マジシャンの銃撃に倒れる。
ハワード
地下ボクシングの選手。「マシンガンハワード」の異名を持つ。左腕を失くしているが実力は一流。一度はB.Bに勝利するも再戦で敗れ、以後は足を洗い僻地の教会に務める神父になる。
コング・ザ・マッスル
野獣のごとき地下ボクシングの選手。サンシャイン以上の巨体とパワー、身体に見合わぬ俊敏性を誇るが精神的に幼く、人形や女性の乳房がなければ落ち着けない。人形を壊されると激昂して本気を出す。B.Bと激闘を繰り広げ、対戦後は友達となる。
マジシャン
ひょんなことからB.Bの試合を見て彼の実力に惚れ、行動を共にする。実はエリート傭兵部隊“眠れる羊たち”の一員であり、地下ボクシング組織が混乱状態になり市民権を得る手段を失ったB.Bを同部隊に誘う。傭兵として身に付けた応急処置の技術を活かす夢を持ち、B・Bのセコンドとなる。
「LOVe」では小笠原に隠居しており愛の保護者役をしているが、食事は雨の日以外はバーベキューオンリーとのこと。
ドン・ガレント
アメリカ西海岸の半分を支配するマフィアのボス。病床にあることでガッソやラモッタの間で跡目争いが激化している。
シェイド・G・ガレント
ドンの孫。相当な実力者だが、あまりに残忍な性格ゆえ一族を破門され、終身刑に服していた。ラモッタの工作により刑務所から出され、B.Bとの試合を行う。体裁きで「10cmの爆弾」を無効化し、同等の威力を持つ左ストレートを繰り出すが、ボクシング技術に勝るB.Bに敗北。
早瀬 大（はやせ　だい）
森山の実父で、現役時代は「リングの狙撃手」の異名で知られた元世界チャンピオン。天才ボクサーだったがチャンピオンになったことで慢心し、妻子（森山仁とその実母）の待つ家に帰らず豪遊三昧の生活を送ったあげく、飲酒運転による交通事故を引き起こし全てを失う。服役中にせめてもの罪滅ぼしと、妻に離婚届を送った。
刑務所を出所後は職を転々とし、作中初登場時にはロクと名乗り浮浪者同様の生活をしていた。麗花のスカウトにより正体を隠して森山のトレーナーとなるが、病魔に蝕まれており、彼の日本タイトル戦の勝利を待たずして死去。B.Bの父、高樹源太郎とは若いころからの友人だが、森山もB.Bもそのことは知らない。
李 麗花（りー れいふぁ）
華僑の実力者で、早瀬を見出し、世界チャンピオンにまで上り詰めさせた。
李 麗羅（りー れいら）
麗花の娘。父親は早瀬 大である。早瀬 大の死後、麗花に代わり、森山の協力者となる。
緒方 豪（おがた ごう）
ライト級の日本チャンピオン。世界戦には挑戦せず、長らく日本チャンピオンの座を守っている。
実は目を患っており、少しでも長くボクシングが続けられるよう世界戦には挑戦していなかった。
森山とのタイトルマッチでは、森山は早瀬が実の父と知り、瀕死の床にあった早瀬の元へと一刻も早く戻りたいと焦ったこともあり、防衛戦に勝利する。しかし、左目の視力を失いチャンピオンのまま引退。後に森山のトレーナーとなる。
ウヅィ
“眠れる羊たち”の教官。片目で傷顔。“片目のウヅィ”の異名があるが、これを呼んで許されるのは気の知れた仲間だけである。
エッジ
部隊随一の頭脳派。ハーバード卒でウォール街でも名を馳せたほどの人物だが、なぜか傭兵の道へ。敵の背後を取るのが得意で、その際「ハロー」と声をかける癖がある。第3部では、B.Bのボクサーとしてのマネージメントを一手に引き受ける。
「MATSURI」以降は傭兵業に復帰しつつサリーと結婚。一児を儲ける。「“LOVe”」では通信教育で愛に勉強を教えている。
バイブル
冷静沈着なスナイパー。一度触った武器の癖を瞬時に把握し、すぐに使いこなす器用さを持つ。攻撃時はキリスト教の祈りを捧げる。
戦場で死亡。後に背に翼を持った姿でB.Bや森山の前に現れ、助言を行う。
ソウルマン
サングラスを掛けて、いつもウォークマンを手放さない陽気な人物。自称スティービー・ワンダー。かなりのミーハーで有名人のサインをもらうのが好きだが、サングラスを外す時は本気となる。第3部では宣伝要員として行動する。
赤ハナ
一見単なる肉屋のオヤジだが、野戦における食料調達と爆発物の名人。口癖は「ええ、そうですとも」。第3部ではボクサーへ復帰した後、体重の維持と体調管理を食事の面からサポートしている。
プロフェッサー
後方支援、工作などが任務。第3部ではエッジとともにマネージメント、スポークスマンなどの活動を行う。
ポパイ
プロフェッサーと共に部隊の支援を行う巨漢。ソウルマンとは逆に作戦時にはサングラスを掛ける。ビアンギでのガーギル救出作戦で戦死。
ブルックスブラザーズ
双子の傭兵。兄弟同士のコンビネーションで立体的に戦う。第3部ではB.Bに協力。身ごなしを見たドクからは体操選手の素質を見いだされていた。
ドッズ
アフリカのビアンギ（内乱が続く架空の国）の収容所に収容されている囚人のリーダー格で、その名はビアンギの古語で「勇者」を意味する。内乱が起こる以前はヘビー級世界ランカーとして3位にランクインしていた一流のボクサー。記憶をなくしロシア人として洗脳されたB.Bと死闘を演じ、B.Bが洗脳を脱するきっかけとなる。収容所を開放しようとした際に情けを掛けた看守・バグに撃たれ重傷を負うが、治療の後にボクサーとして復帰、世界統一チャンプとなり、イワンからも「この男の統一王座は10年は続く」と太鼓判を捺された。
グメディ
ドッズが収容されている収容所の所長。ドッズとは異母兄弟でドッズには同情的である。隻眼であるが戦傷ではなく、国内チャンプになったドッズが暴漢に襲われた際に庇って負ったもの。
東西冷戦の代理戦争に巻き込まれたビアンギの現状を憂いていたが、独裁政権下においては家族を守るためにも下手な真似は出来ずにいた。ガーギル救出作戦の際にソ連軍指揮官を射殺。自らは自決した。
エドガー・H・ガーギル
アフリカのビアンギ国に農業技術指導に赴いていた、農学博士であり穀物メジャー「ガーギル」の会長。しかし内戦により軟禁されており、“眠れる羊たち”は彼を救出する作戦を行う。そこで知り合ったB.Bとはその後大きく関わることになる。地球全体の環境保全を考えており、その第一歩としてビアンギの自然環境回復を目指す。

### 第3部
ガス・ハウンド、マリオ・ロペス
森山と対戦したWBA世界ライト級チャンピオンと､B.Bと対戦したジュニアライト級全米チャンピオン。共に一撃でKOされる。神速のジャブを喰らったガスは「神」を垣間見たと語り、マリオは“爆弾”によって夢を打ち砕かれる。
コールド・ジョニー
WBA世界ジュニアライト級チャンピオン。“氷の戦闘マシーン”の異名の通り冷静な試合運びで、ほとんど笑みを浮かべない。対戦の交渉に横やりを入れてきたプロモーター「ドン・グッチ」によってマネージャー役の友人が脅しの末に殺されたことで、当初はより冷ややかな態度だった。だが、それらの問題が解決するとB.Bとの対戦を待ち望んで笑顔を見せるようになる。B.Bのハイパーブローで、ブロックした両腕が骨折し、テクニカル・ノックアウト（T.K.O.）により王座を失う。
カルロス・ドミンゴ
IBF世界ジュニアライト級チャンピオン。元々はライト級のチャンプだったが、森山にあっさりと負け、手薄だったジュニアライト級のチャンプに収まった。夢を持って戦う者を嘲弄し、自ら「成り金チャンプ」と称して高額のファイトマネーのみを目的にボクシングをしている。実力如何に関わらず本気のボクサーには敬意をもつB.Bからも「ブリキのチャンピオン」と評される。
“武道館”中野と対戦し破れる。中野の「爆弾」を胸に受け、一時心肺停止にまで追い込まれたことで精神を病み、引退を余儀なくされた。武道館とB.Bの対戦後、リングの中野を銃撃し重傷を負わせ、激高したB.Bの10cmの爆弾で撲殺される。このことは世界中継されており、その後B.Bが“鉄拳の悪魔”と呼ばれ、試合で爆弾を使用禁止にされる原因となる。
イワン・ゴドロフ
WBC世界ジュニアライト級チャンピオン。ソビエト連邦崩壊前の東側から亡命してきた選手で、もし西側で生まれていたならプロのリングで世界王者になるのは確実と言われる程の才能を持っていたが、偶然自分を支援していた党幹部の不正を知り正義感から告発するが、証拠を潰され、すべての国際試合に出られないよう圧力をかけられ、止む無く妻子を残し西側へ亡命し、嘲笑と苦難を歩まなければならないように仕組まれてしまう。これら一連の経緯から『イワンの馬鹿』と揶揄されていた。
森山同様の“鋼鉄の肉体”を体得し、爆弾が使用禁止となったB.Bと死闘を演じる。目を患っており、B.Bとの対戦中に失明する中、“心眼”を開眼し、B.Bを倒し3団体統一王者となるが王座を返上。その後、ペレストロイカとグラスノスチで幹部の不正が発覚し、逮捕されたことで祖国に帰国することが出来、妻子と再会する。その後はボクシングトレーナーとなり、プロのリングに上がれば「2年後にはウェルター級世界統一王者になる」と太鼓判を押した弟子を西側へ送り出す。
ドク・ブラウン
空き瓶拾いのホームレス。元々は大学教授で競技の種別を問わない独自のスポーツ理論をもつ名トレーナー。サリーに言い寄られているが、のらりくらりと躱している（本人は世代的にもマリリン・モンローが推し）。
B.Bに請われて彼のトレーナーとなり、B.Bの爆弾以外のパンチを爆弾並の威力を持たせるまでに成長させた。
後にドッズのトレーナーとなり、ヘビー級統一王者になるための力となる。
サリー
天才ハッカーであり、ドクのことを想う女性。ドクとともにバーチャルスパーリングマシンを製作。「MATSURI」から3年後では、（ドクに完全に振られたのかは不明だが）エッジと結婚して一児を得る。
鄧蘭鳳（と らんほう）
中国に住んでいる女性で、氣の達人。“鋼鉄の肉体”を会得するためにやってきたイワンにきっかけを与えた。
青藍（せいらん）
鄧蘭鳳の内弟子で、丸いサングラスをしている。盲目だが“心眼”を会得しているため、傍目からは健常者となんら変わらない。
ドナルド・ベッキオ
“鷹の目”“ジャッジの神様”とも呼ばれるボクシングレフェリーの重鎮。既存のボクシング協会を尊重しつつ自分たちの対決の場を用意したB.Bに協力する。「MATSURI」での審判代表。
ジョン・デューク
数多くのタイトルマッチのレフェリーを務めるベテラン。「MATSURI」での主審。パンチそのものが見えない超人レベルの試合に対して審判団と共に命がけで挑むこととなる。
自身が運転する車に同乗中、事故に遭い失明してしまった（医学的には見えるはずの状態）2番目の息子・ジムに心の底から観たいと思わせる試合に腐心する。ジムは試合中継の最中に視力を取り戻し、子供たちのボクシング試合のレフェリーを行うようになる。

## 技
10cmの爆弾（使用者：高樹、中野）
10cmの距離から放たれる超ショートレンジパンチで、その爆発的な威力から「爆弾」と呼ばれる。元々は森山の高度なディフェンスを破るため、かわすことが出来ない超至近距離からのパンチを撃つことを目的に編み出された。
回避することはまず不可能だが、パンチを出す前に拳を止められると無効化される。ただし、それが出来るのは天才的な体さばきを持つシェイドと、爆弾を知り尽くしているB.Bの二人だけしかいない。
B・Bの爆弾は、傭兵として戦場を潜り抜けたことでより研ぎ澄まされており、グローブなしで急所を打てば確実に命を奪う威力を持つに至っている。前述の通り世界中の人々の目前でドミンゴを撲殺した事実から、ボクシング史上初の“禁じ手”と認定される。
鋼鉄の肉体（使用者：森山、イワン、高樹）
相手の気を読み取り、攻撃を受けた瞬間に全身を使って衝撃を受け流すことで、相手の攻撃を無効化する防御テクニック。10cmの爆弾への対抗手段として森山が身につけ、修行によりイワンが、闘いの中でB.Bもマスターした。
見切りがコンマ1秒でも狂うと効果を発揮できないため、高い集中力と平常心が要求される。
槍のストレート（使用者：中野）
中野の放つストレート。槍のように突き刺さる鋭いパンチであることからこう呼ばれた。
デビルズ・ボンバー（使用者：シェイド）
シェイドが放つ左のストレート。対戦時点では「10cmの爆弾」とほぼ互角の力を有す。
ハイパーブロー（使用者：高樹）
ドク・ブラウンがB.Bに授けたパンチで、ドク曰く正式名称は『サイバーパンクウルトラスーパー打ったら誰も立ってらんないからダウンするしかないぞハイパーブローショット』。コールド・ジョニーとの対戦でブロックした相手の両腕を骨折させるほどの威力を持つが、それでも「10cmの爆弾」にはおよばず、爆弾を禁止されたB.Bはイワンとのタイトルマッチで苦戦することになる。
心眼（使用者：イワン、青藍）
心の眼で物を見ることが出来る、気功の一種。生物は気配を察知することで認知するため、気配を消されると心眼は無力化される。

## OVA
1990〜1991年、「A BOY MEETS A BOY」「ENTER THE RING」「END OF SUMMER」の3巻が発売された。

### キャスト
- 高樹翎：井上和彦
- 森山仁：速水奨
- 加藤稔（ソーリー）：関俊彦
- 松原小雪：日髙のり子
- 若林浩一：堀秀行
- すーちゃん：水谷優子
- 乙戸誠（オットセイ）：玄田哲章
- 高樹源太郎：池田勝
- 狐火の頭：大塚明夫

### スタッフ
- 企画 - 鵜之沢伸、出﨑哲
- 監督 - 出崎統
- 脚本 - 近藤真智子
- キャラクターデザイン・作画監督 - 杉野昭夫
- 美術監督 - 新井寅雄（ROUND 1）、阿部行夫・谷村心一（ROUND 2）、行信三（ROUND 3）
- 音響監督 - 浦上靖夫
- 音楽 - 中島優貴
- 選曲 - 鈴木清司
- 効果 - フィズサウンドクリエイション、松田昭彦
- 制作 - マジックバス
- 制作協力 - デュウ
- 製作 - バンダイ

### 音楽
- 結城梨沙「BURNING BLOOD」(OP)「BELIEVE IN」(ED)